# Velika nagrada Nemčije 1937
Velika nagrada Nemčije 1937 je bila dirka evropskega avtomobilističnega prvenstva v sezoni 1937. Potekala je 25. julija 1937 na nemškem dirkališču Nürburgring-Nordschleife.

## Poročilo

### Pred dirko
Kot običajno sta nemški moštvi prišli na svojo najpomembnejšo dirko sezone v polni zasedbi. Za Mercedes-Benz je na prostem treningu dirkalo kar sedem dirkačev, od tega jih je štartalo pet, kot je največje dovoljeno število, enako tudi pri Auto Unionu. Zadnji dan prostih treningov se je začel s tipičnim Rosemeyerjevim trikom, ki je presenetil vse s pristankom s svojim letalom na stezi pred boksi, nato je skočil iz letala in sedel direktno v svoj dirkalnik. Tudi drugače je Rosemeyer blestel ta konec tedna, saj je kar za enajst sekund izboljšal svoj lanski rekord steze, ostali so se mu uspeli približati na šest sekund. En krog je, kot nov trik za gledalce, odpeljal s svojo ženo Elly v dirkalniku s časom kroga okoli dvanajstih minut je bil le dve minuti počasnejši od svojega rekorda steze, je bil pa vseeno hitrejši od najhitrejših krogov sedmerice sotekmovalcev. 
Auto Union je imel na treningih težave z uplinjači, največje Hans Stuck, ki je za moštvenim kolego zaostal kar devetinštirideset sekund. Rosemeyer je pričakovano osvojil najboljši štartni položaj, drugo mesto Hermanna Langa pa je bilo veliko presenečenje. Njegov moštveni kolega Manfred von Brauchitsch, ki je sicer veljal za specialista za to stezo, je bil zaradi tega tako besen, da ga je moral miriti celo športni direktor moštva Alfred Neubauer. Zaradi tega sta zvezdniška dirkača Mercedesa, von Brauchitsch in Rudolf Caracciola, ki sta osvojila tretje oziroma četrto štartno mesto, sklenila nekakšno proti-Langovsko zavezništvo.

### Dirka
Na dirkaškem sestanku pred dirko je Adolf Hühnlein, Korpsführer Nationalsozialistisches Kraftfahrkorps (NSSK), razložil dirkačem, da javno kazanje naklonjenosti, kot je poljubljanje žene v boksih, spada pod nearijsko obnašanje, zato morajo s tem prenehati. Po igranju pihalnih orkestrov in motociklističnih paradah po stezi, so se dirkači zapeljali na svoja mesta štartne vrste. Tik pred štartom so vsi dirkači z Rosemeyerjem na celu tekli do boksov, kjer so ob navdušenju gledalcev poljubili vsak svojo ženo ali dekle. Moštvo Mercedes-Benza je za Langa načrtovalo taktiko enega postanka v boksih, za ostale pa dva postanka.
Na štartu je povedel Caracciola, za njim pa ostali Mercedesovi dirkači, ki so kot običajno dobro štartali. Rosemeyer je po nekoliko slabšem štartu hitro ujel hiter dirkaški ritem in s prehitevanjem dveh Mercedesovih dirkačev je prevzel vodstvo. Na dolgi ravnini ga je prehitel Lang, ki je tako vodil po prvem krogu, sledili so mu Rosemeyer, Caracciola in von Brauchitsch med tem, ko so Hermann Paul Müller, Ernst von Delius, Rudolf Hasse, Tazio Nuvolari in Richard Seaman zaostajali že deset sekund in več. Po drugem krogu je z najhitrejšim krogom dirke ponovno povedel Rosemeyer, Lang pa je na drugem mestu zaostajal že devet sekund. Caracciola ga je uspel prehiteti in se je podal v lov za vodilnim Rosemeyerjem, ki je imel po tretjem krogu enajst sekund prednosti, toda v ovinku Südkehre je pokrov na zadnjem desnem kolesu njegovega dirkalnika razpadel. Mehaniki v boksih so nestrpno čakali Rosemeyerja, ki je četrti krogi končal kot četrti s popolnoma uničenim profilom na pnevmatikah in s polminutnim zaostankom za vodilnim Caracciolo in še dvema Mercedesovima dirkačema. Postanek v boksih je trajal kar tri minute in pol, saj je bilo treba dele pokrova gume odstraniti s kladivom in dletom. Rosemeyer se je na stezo vrnil na deseto mesto. Tudi sicer je bila dirka za Auto Union katastrofalna, saj je Hans Stuck zaostal zaradi težav z motorjem, Müller pa je zletel s steze, ko se je izogibal von Deliusu. Pri tem se ni poškodoval, toda dirkalnik je bil uničen.
Seaman je uspel prehiteti von Deliusa, tako da so bili na prvih štirih mestih štirje Mercedesovi dirkači. Stuck je v šestem krogu odstopil, von Delius, ki je bil edini Auto Unionov dirkač v položaju za dober rezultat, pa je dobil ukaz iz boksov naj pospeši. V šestem krogu je na dolgi ravnini poskušal prehiteti Seamana, ob tem pa je se pri 250 km/h dotaknil žive meje, nato pa trčil v Seamanov Mercedes. Slednji je trčil v miljni kamen pri čemer je utrpel več ran po obrazu in zlom nosu, von Delius pa je zletel skozi živo mejo in čez polje, nato pa trčil pri cesti zunaj dirkališča. Pri tem je utrpel zlom noge in več drugih poškodb. Še vedno je vodil Caracciola, sledili so mu Caracciola, von Brauchitsch, Lang, ki je poskušal hraniti svoje pnevmatike, Christian Kautz, Hasse in Nuvolari. V sedmem krogu sta svoja postanka v boksih opravila Caracciola in von Brauchitsch. Caracciolin postanek je trajal šestintrideset sekund, na stezo se je vrnil osem sekund za Langa. Kautz, ki je vozil za von Deliusom in videl njegovo nesrečo, je bil še vedno pod njenim vtisom in je zapeljal s steze, toda uspel se je vrniti na sedmo mesto. Rosemeyer je vozil izredno tvegano, da bi nadoknadil izgubljeno, in je tudi zapeljal s steze, toda uspel se je vrniti na osmo mesto, z zadnjega dela njegovega dirkalnika pa je viselo seno. 
Langu se taktika enega postanka v boksih ni izšla, saj je moral v bokse v devetem krogu zaradi počene pnevmatike, pri tem pa je s počasno vožnjo uničil tudi svečke, zato je bil njegov postanek v boksih dolg. Rosemeyer, ki je še vedno vozil na polno, je napredoval na peto mesto pred Hasseja, Kautza in Giuseppeja Farino. Po postanku v boksih v trinajstem krogu je padel na šesto mesto, toda že kmalu je bil četrti, trideset sekund za Nuvolarijem. V štirinajstem krogu je Caracciola opravil svoj drugi postanek v boksih, s tem je vodstvo prevzel von Brauchitsch, ki je svoj drugi postanek opravil krog kasneje. Rosemeyer se je med tem Nuvolariju približal na sedem sekund, krog kasneje ga je tudi prehitel. Caracciola je tako vodil, za njim so bili uvrščeni von Brauchitsch, Rosemeyer, Nuvolari, Farina in Lang. Slednji je bil ponovno v boksih v sedemnajstem krogu, ponovno s počeno pnevmatiko in uničenimi svečkami. Rosemeyer in Nuvolari sta opravila svoja druga postanka, Caracciola pa je moral v devetnajstem krogu ponovno v bokse zaradi težav z eno od zadnjih gum, toda obdržal je vodstvo. Rosemeyer, ki je zaostajal osemdeset sekund za von Brauchitschem, je odpeljal eno najboljših dirk svojega življenja, saj je s tveganim dirkanjem na robu odstopa razliko v zadnjih krogih zmanjšal le na petnajst sekund, njegov najpočasnejši krog dirke pa je bil 10:03, neupoštevaje kroge s postankom v boksih. Caracciola je s šestinštiridesetimi sekundami prednosti pred von Brauchitschem dosegel prvo zmago na Veliki nagrado Nemčije za Mercedes-Benz po dirki leta 1931. 

### Po dirki
Po dirki so bile novice o stanju von Deliusa zaskrbljujoče zaradi tromboze in zapletov. Kljub temu je bil dirkaški svet drugo jutro zelo presenečen in šokiran zaradi novice o smrti von Deliusa, ki se je pripetila na podoben način kot smrtna nesreča švedskega dirkača, Ronnieja Petersona, enainštirideset let kasneje.

## Rezultati

### Štartna vrsta
| _______3_______ von Brauchitsch Mercedes-Benz 9:55,1 |                                               | _______2_______ Lang Mercedes-Benz 9:52,2  |                                                  | _______1_______ Rosemeyer Auto Union 9:46,2 |  |
|                                                      | _______5_______ Nuvolari Alfa Romeo 10:08,4   |                                            | _______4_______ Caracciola Mercedes-Benz 10:04,0 |                                             |  |
| _______8_______ Seaman Mercedes-Benz 10:12,3         |                                               | _______7_______ Müller Auto Union 10:12,0  |                                                  | _______6_______ Hasse Auto Union 10:10,4    |  |
|                                                      | _______10______ Kautz Mercedes-Benz 10:15,3   |                                            | _______9_______ von Delius Auto Union 10:15,1    |                                             |  |
| _______13______ Ruesch Alfa Romeo 10:47,2            |                                               | _______12______ Stuck Auto Union 10:35,3   |                                                  | _______11______ Farina Alfa Romeo 10.27,2   |  |
|                                                      | ______15_______ Belmondo Alfa Romeo 11:28,3   |                                            | _______14______ Pietsch Maserati 11:23,1         |                                             |  |
| _______18______ Marinoni Alfa Romeo 12:01,0          |                                               | _______17______ Severi Maserati 11:47,3    |                                                  | _______16______ Sommer Alfa Romeo 11:30,1   |  |
|                                                      | ______20_______ Balestrero Alfa Romeo 12:43,0 |                                            | _______19______ Evans Alfa Romeo 12:06,0         |                                             |  |
| _______23______ Cortese Bugatti 14m04,3              |                                               | _______22______ Soffietti Maserati 13m29,4 |                                                  | _______21______ Festetics Maserati 12:50,1  |  |
|                                                      | ______25_______ Minozzi Maserati 14:47,2      |                                            | _______24______ Hartmann Maserati 13:53,0        |                                             |  |
|                                                      |                                               |                                            |                                                  | _______26______ Teagno Maserati 14:57,0     |  |

### Dirka
| Poz | Št | Dirkač                  | Moštvo              | Dirkalnik          | Krogi | Čas/Odstop          | Št. m. | Toč |
| --- | -- | ----------------------- | ------------------- | ------------------ | ----- | ------------------- | ------ | --- |
| 1   | 12 | Rudolf Caracciola       | Daimler-Benz AG     | Mercedes-Benz W125 | 22    | 3:46:00,1           | 4      | 1   |
| 2   | 14 | Manfred von Brauchitsch | Daimler-Benz AG     | Mercedes-Benz W125 | 22    | + 46,2 s            | 3      | 2   |
| 3   | 4  | Bernd Rosemeyer         | Auto Union          | Auto Union C       | 22    | + 1:01,3            | 1      | 3   |
| 4   | 22 | Tazio Nuvolari          | Scuderia Ferrari    | Alfa Romeo 12C-36  | 22    | + 4:03,9            | 5      | 4   |
| 5   | 8  | Rudolf Hasse            | Auto Union          | Auto Union C       | 22    | + 5:25,0            | 6      | 4   |
| 6   | 20 | Christian Kautz         | Daimler-Benz AG     | Mercedes-Benz W125 | 22    | + 6:10,2            | 10     | 4   |
| 7   | 16 | Hermann Lang            | Daimler-Benz AG     | Mercedes-Benz W125 | 21    | +1 krog             | 2      | 4   |
| 8   | 44 | Hans Rüesch             | Privatnik           | Alfa Romeo 8C-35   | 21    | +1 krog             | 13     | 4   |
| 9   | 42 | Kenneth Evans           | Privatnik           | Alfa Romeo Tipo B  | 19    | +3 krogi            | 19     | 4   |
| 10  | 46 | Ernő Festetics          | Privatnik           | Maserati 8CM       | 18    | +4 krogi            | 21     | 4   |
| 11  | 54 | Attilio Marinoni        | Scuderia Ferrari    | Alfa Romeo 12C-36  | 18    | +4 krogi            | 18     | 4   |
| 12  | 28 | Vittorio Belmondo       | Graf Salvi del Pero | Alfa Romeo 8C-35   | 18    | +4 krogi            | 15     | 4   |
| Ods | 34 | Luigi Soffietti         | Privatnik           | Maserati 6C-34     | 19    |                     | 22     | 4   |
| Ods | 48 | László Hartmann         | Privatnik           | Maserati 8CM       | 18    |                     | 24     | 4   |
| Ods | 24 | Giuseppe Farina         | Scuderia Ferrari    | Alfa Romeo 12C-36  | 18    | Vžig                | 11     | 4   |
| Ods | 38 | Franco Cortese          | Scuderia Maremmana  | Maserati 6CM       | 7     | Šasija              | 23     | 6   |
| Ods | 2  | Ernst von Delius        | Auto Union          | Auto Union C       | 6     | Smrtna nesreča      | 9      | 6   |
| Ods | 18 | Richard Seaman          | Daimler-Benz AG     | Mercedes-Benz W125 | 6     | Trčenje             | 8      | 6   |
| Ods | 10 | Hans Stuck              | Auto Union          | Auto Union C       | 6     | Motor               | 12     | 6   |
| Ods | 40 | Paul Pietsch            | Privatnik           | Maserati 6C-34     | 5     | Rezervoar           | 14     | 7   |
| Ods | 30 | Giovanni Minozzi        | Privatnik           | Maserati 8CM       | 4     | Trčenje             | 25     | 7   |
| Ods | 52 | Francesco Severi        | Scuderia Maremmana  | Maserati 6C-34     | 4     | Trčenje             | 17     | 7   |
| Ods | 32 | Renato Balestrero       | Scuderia Maremmana  | Alfa Romeo Tipo B  | 3     | Dovod goriva        | 20     | 7   |
| Ods | 36 | Edoardo Teagno          | Scuderia Subauda    | Maserati 8CM       | 2     | Zadnje vpetje       | 26     | 7   |
| Ods | 50 | Raymond Sommer          | Privatnik           | Alfa Romeo 8C-35   | 2     | Zadnje vpetje       | 16     | 7   |
| Ods | 6  | Hermann Paul Müller     | Auto Union          | Auto Union C       | 2     | Trčenje             | 7      | 7   |
| DNS | 17 | Walter Bäumer           | Daimler-Benz AG     | Mercedes-Benz W125 |       | Samo prosti trening |        | 8   |
| DNS | 17 | Heinz Brendel           | Daimler-Benz AG     | Mercedes-Benz W125 |       | Samo prosti trening |        | 8   |
| DNA | 26 | Carlo Felice Trossi     | Scuderia Ferrari    | Alfa Romeo 12C-36  |       |                     |        | 8   |